# Cinnyris voeltzkowi
Cinnyris voeltzkowi, "mohélisolfågel", är en fågelart i familjen solfåglar inom ordningen tättingar. Den betraktas oftast som underart till madagaskarsolfågel (Cinnyris notatus), men urskiljs sedan 2016 som egen art av Birdlife International och IUCN.
Fågeln förekommer endast på ön Mohéli i Komorerna. Den kategoriseras av IUCN som livskraftig.